# Valor de la vida
El valor de una vida es un valor económico usado para cuantificar el beneficio de evitar una fatalidad. Es referido también como costo de una vida, valor de prevenir una fatalidad (VPF por sus siglas en inglés) o costo implícito de evitar una fatalidad (ICAF por sus siglas en inglés). En ciencias sociales y ciencia políticas, es el coste marginal de la prevención de una muerte en cierta clase de circunstancias. En muchos estudios, el valor también incluye la calidad de vida, el tiempo de vida restante esperado así como el potencial de ingresos de una persona determinada, especialmente para un pago posterior al hecho en una demanda judicial de muerte por negligencia.
Como tal, es un término estadístico, el costo de reducir el número promedio de muertes en uno. Es una cuestión importante en un amplio rango de disciplinas incluyendo economía, asistencia sanitaria, adopción, economía política, seguro, seguridad y salud laboral, evaluación de impacto ambiental y globalización.
En naciones industriales, el sistema de justicia considera a una vida humana "invaluable", y entonces hace ilegal cualquier forma de esclavitud (los humanos no pueden ser comprados a ningún precio). Sin embargo, con un suministro limitado de recursos o infraestructura (por ej. ambulancias) o habilidades necesarias disponibles, es imposible salvar todas las vidas así que debe hacerse algún compromiso. Además, este argumento no tiene en cuenta el contexto estadístico del término. No se suele asociar a la vida de los individuos ni se utiliza para comparar el valor de la vida de una persona con respecto a la de otra. Se utiliza principalmente en circunstancias de salvar vidas, en contraposición a quitar vidas o "producirlas". además es la única vida nuestro único recursos

## Tratamiento en economía y métodos de cálculo
No hay un concepto estándar para el valor de una vida humana específica en economía. Sin embargo, al observar las compensaciones de riesgo/recompensa que las personas hacen con respecto a su salud, los economistas a menudo consideran el valor de una vida estadística (VSL, por sus siglas en inglés). Debe notarse que el VSL es muy diferente del valor real de una vida. Es el valor que se le da a los cambios en la probabilidad de muerte, no el precio que alguien pagaría para evitar una cierta muerte. Esto se explica mejor con un ejemplo. Del sitio web de Agencia de Protección Ambiental de Estados Unidos (EPA, por sus siglas en inglés):

Supongamos que a cada persona de una muestra de 100.000 personas se le preguntara cuánto estaría dispuesta a pagar por una reducción de su riesgo individual de morir de 1 en 100.000, o el 0,001%, durante el próximo año. Dado que esta reducción del riesgo significaría que esperaríamos una muerte menos entre la muestra de 100.000 personas durante el próximo año en promedio, esto se describe a veces como "una vida estadística salvada". Ahora supongamos que la respuesta promedio a esta pregunta hipotética fuera de 100 dólares. Entonces la cantidad total en dólares que el grupo estaría dispuesto a pagar para salvar una vida estadística en un año sería de 100 dólares por persona × 100.000 personas, o 10 millones de dólares. Esto es lo que se entiende por el "valor de una vida estadística".

Esto enfatiza una vez más que el VSL es más una estimación de la disposición a pagar por pequeñas reducciones de los riesgos de mortalidad que el valor de una vida humana. Usar el gasto del gobierno para ver cuánto se gasta para salvar vidas con el fin de estimar el VSL individual promedio es un método de cálculo popular. El gobierno de los Estados Unidos no tiene un valor oficial del umbral de vida, pero se utilizan diferentes valores en diferentes organismos. Puede ser que el gobierno valore las vidas bastante alto o que las normas de cálculo no se apliquen uniformemente. Utilizando la EPA como ejemplo, la Agencia utiliza en sus análisis de costo-beneficio estimaciones de cuánto está dispuesta a pagar la gente por pequeñas reducciones en sus riesgos de morir por condiciones de salud adversas que pueden ser causadas por la contaminación ambiental.
Los economistas a menudo estiman el VSL observando los riesgos que las personas están dispuestas a correr voluntariamente y cuánto se les paga para tomarlos. Este método se conoce como preferencia revelada, en el que las acciones del individuo revelan cuánto valora algo. En este contexto, los economistas mirarían cuánto están dispuestos a pagar los individuos por algo que reduce sus posibilidades de morir. De manera similar, los diferenciales de compensación, que son los pagos salariales reducidos o adicionales que tienen por objeto compensar a los trabajadores por las comodidades o desventajas de un trabajo, pueden utilizarse para los cálculos del VSL. Por ejemplo, un trabajo que es más peligroso para la salud de un trabajador puede requerir que éste reciba una mayor compensación. El método de los diferenciales de compensación tiene varios puntos débiles. Una de ellas es que el método supone que las personas tienen información, que no siempre está disponible. Otra cuestión es que las personas pueden tener percepciones más altas o más bajas del riesgo al que se enfrentan que no equivalen al riesgo estadístico real. En general, es difícil que las personas comprendan y evalúen el riesgo con exactitud. También es difícil de controlar para otros aspectos de un trabajo o diferentes tipos de trabajo cuando se utiliza este método. En general, la preferencia revelada puede no representar las preferencias de la población en su conjunto debido a las diferencias entre los individuos.
Un método que puede utilizarse para calcular el VSL es sumar el valor total descontado de las ganancias de toda la vida. Hay un par de problemas al usar este método. Una fuente potencial de variabilidad es que se pueden utilizar diferentes tasas de descuento en este cálculo, lo que da como resultado estimaciones de VSL diferentes. Otro problema potencial al utilizar los salarios para valorar la vida es que el cálculo no tiene en cuenta el valor del tiempo que no se dedica al trabajo, como las vacaciones o el ocio. Como resultado, las estimaciones de VSL pueden ser inexactas porque el tiempo dedicado al ocio podría valorarse a una tasa más alta que el salario de un individuo.
Otro método utilizado para estimar el VSL es la valoración contingente. La valoración contingente pide a los individuos que valoren una opción que no han elegido o que no pueden elegir actualmente. Los economistas podrían estimar el VSL simplemente preguntando a las personas (por ejemplo, a través de cuestionarios) cuánto estarían dispuestas a pagar por una reducción de la probabilidad de morir, quizás comprando mejoras de seguridad. Sin embargo, la valoración contingente tiene algunos defectos. El primer problema se conoce como el aislamiento de las cuestiones, en el que los participantes pueden dar valores diferentes cuando se les pide que valoren algo por sí solos, en comparación con cuando se les pide que valoren varias cosas. El orden en que estas cuestiones se presentan a las personas también es importante. Otro posible problema es el "efecto de anclaje" identificado por Diamond y Hausman 1994. Todos estos métodos podrían dar lugar a un VSL exagerado o subestimado.
Cuando se calcula el valor de la vida estadística, es importante descontar y ajustarlo por la inflación y el crecimiento de los ingresos reales a lo largo de los años. Un ejemplo de una fórmula necesaria para ajustar el VSL de un año específico es la siguiente:
{\displaystyle VSL_{T}=VSL_{0}\cdot {\frac {P_{T}}{P_{0}}}\cdot \left({\frac {I_{T}}{I_{0}}}\right)^{\epsilon }}
donde 0 = Año Base Original, T = Año Base Actualizado, Pt = Índice de Precios en el Año t, It = Ingresos Reales en el Año t, Ɛ = Elasticidad de Ingresos de VSL.
La fórmula anterior no se contempla como correcta, ya que el VLS de cada país se compone por distintos factores y estadísticas.

## Comparaciones con otros métodos
Las estimaciones del valor de la vida estadística (VSL) se utilizan a menudo en el sector del transporte. Sin embargo, en economía de la salud y en el sector farmacéutico, el valor de un año de vida ajustado por calidad (QALY, por su sigla en inglés) se utiliza más a menudo que el VSL. Ambas medidas se utilizan en los análisis de costo-beneficio como método para asignar un valor monetario de mejora o empeoramiento de las condiciones de vida de una persona. Mientras que la QALY mide la calidad de vida que va de 0 a 1, la VSL monetiza los valores usando la voluntad de pago.
Los investigadores han intentado monetizar la QALY por primera vez en la década de 1970, con innumerables estudios realizados para estandarizar los valores entre y dentro de los países. Sin embargo, al igual que con la QALY, las estimaciones de la VSL también han tenido un historial de rangos de estimaciones muy diferentes dentro de los países, a pesar de la estandarización entre países. Uno de los mayores movimientos para hacerlo fue el proyecto EuroVaQ que utilizó una muestra de 40.000 individuos para desarrollar la VSL de varios países europeos.

## Aplicaciones políticas del VSL
Las estimaciones del valor de la vida se utilizan frecuentemente para estimar los beneficios añadidos debido a una nueva política o ley aprobada por el gobierno. Un ejemplo es el estudio retroactivo de 6 años sobre los beneficios y costos de la Ley de Aire Limpio de 1970 en el período de 1970 a 1990. Este estudio fue comisionado por la Agencia de Protección Ambiental de los Estados Unidos (EPA), Oficina de Aire y Radiación y la Oficina de Política, Planificación y Evaluación, pero fue llevado a cabo por una junta independiente de expertos en salud pública, economistas y científicos encabezados por el Dr. Richard Schmalensee del MIT.
Al realizar el análisis de costo-beneficio, el equipo midió cada valor en dólares de un beneficio ambiental estimando cuántos dólares está dispuesta a pagar una persona para disminuir o eliminar una amenaza actual para su salud, lo que se conoce como su "voluntad de pago" (WTP, por su sigla en inglés). La WTP de la población de los Estados Unidos fue estimada y sumada para categorías separadas que incluyen mortalidad, bronquitis crónica, hipertensión, cambios en el coeficiente intelectual y accidentes cerebrovasculares. Así, las WTP individuales se sumaron para obtener el valor de una vida estadística (VSL) para cada categoría considerada en la valoración de los beneficios del acto. Cada valoración fue el producto de varios estudios que compilaron tanto la información de la WTP solicitada a los individuos como las estimaciones de WTP estimadas a partir de la compensación de riesgos exigida en el mercado laboral actual y se promediaron para encontrar un VSL singular. Estos datos del mercado laboral fueron tomados del Censo de Lesiones Ocupacionales Fatales recogido por la Oficina de Estadísticas Laborales.
Por ejemplo, las estimaciones de valoración utilizadas para la mortalidad se dividieron por la esperanza de vida típica de cada muestra de la encuesta a fin de obtener una estimación en dólares por año de vida perdido o salvado que se descontó con una tasa de descuento del 5%.
Utilizando estas estimaciones, el documento llegó a la conclusión de que los beneficios, que oscilaban entre 5,6 y 49,4 trillones de dólares en 1990, de la aplicación de la Ley de Aire Limpio de 1970 a 1990 superaban los costos económicos de 523 billones de dólares en 1990.

## Usos
Conocer el valor de la vida es útil para realizar un análisis de costo-beneficio, especialmente en lo que respecta a la política pública. Para decidir si vale la pena emprender una política, es importante medir con precisión los costos y los beneficios. Los programas públicos que se ocupan de cosas como la seguridad (es decir, carreteras, control de enfermedades, vivienda) requieren valoraciones precisas para presupuestar el gasto.
Dado que los recursos son finitos, los compromisos son inevitables, incluso en lo que respecta a posibles decisiones de vida o muerte. La asignación de un valor a la vida individual es un posible enfoque para intentar tomar decisiones racionales sobre estos compromisos.

Al decidir el nivel apropiado de gasto en atención médica, un método típico es equiparar el costo marginal de la atención médica a los beneficios marginales recibidos. Para obtener un monto de beneficio marginal, se requiere alguna estimación del valor en dólares de la vida. Un ejemplo notable fue encontrado por el profesor de Stanford Stefanos Zenios, cuyo equipo calculó la rentabilidad de la diálisis renal. Su equipo encontró que el VSL implícito en la práctica de diálisis actual de entonces promedia unos 129.000 dólares por año de vida ajustado por calidad (QALY). Este cálculo tiene importantes implicaciones para el cuidado de la salud como explicó Zenios:
"Esto significa que si Medicare pagara 129.000 dólares adicionales para tratar a un grupo de pacientes, en promedio, los miembros del grupo obtendrían un año más de vida ajustado por calidad".
En las actividades de gestión de riesgos, como en las esferas de la seguridad en el lugar de trabajo y los seguros, suele ser útil asignar un valor económico preciso a una vida determinada. La Administración de Seguridad y Salud Ocupacional, dependiente del Departamento de Trabajo, establece sanciones y reglamentos para que las empresas cumplan las normas de seguridad para evitar lesiones y muertes en el lugar de trabajo. Se puede argumentar que estas elevadas sanciones tienen por objeto actuar como elemento disuasorio para que las empresas tengan un incentivo para evitarlas. Como tal, el precio de las multas tendría que ser aproximadamente equivalente al valor de una vida humana. Aunque algunos estudios sobre la eficacia de las multas como elemento disuasorio han encontrado resultados ambiguos.
En los medios de transporte es muy importante considerar el costo externo que paga la sociedad pero que no se calcula, para hacerlo más sostenible. El costo externo, aunque consiste en los impactos sobre el clima, los cultivos y la salud pública, entre otros, está determinado en gran medida por los impactos sobre la tasa de mortalidad.

## Estimaciones del valor de la vida
En muchos países se utilizan parámetros equivalentes, con una variación significativa del valor asignado.

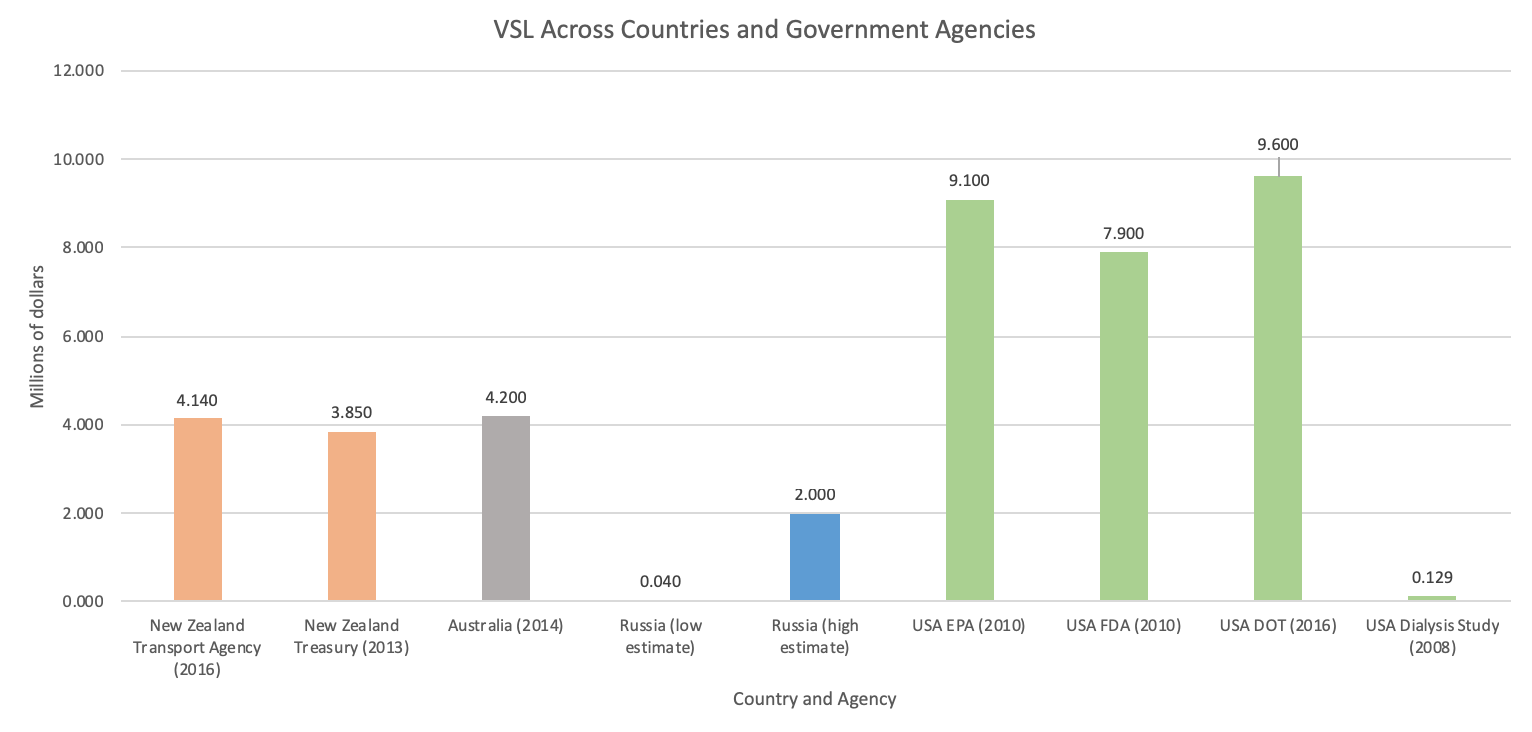
VSL internacional con datos de valores

### Australia
En Australia, el valor de una vida estadística se ha fijado en:
- 4.2 millones de dólares (2014)[1]
- 182.000 dólares por año (2014)

### Nueva Zelanda
En Nueva Zelanda, el valor de una vida estadística se ha fijado en:
- 2 millones de dólares (1991) por la NZTA[21]
- 3.85 millones de dólares (2013) por el Tesoro[22]
- 4.14 millones de dólares (2016) por la NZTA[21]

### Suecia
En Suecia, el valor de una vida estadística se ha estimado entre 9 y 98 millones de coronas suecas (0,9 - 10,6 millones de euros).
- 34.6 millones de coronas suecas (3.7 millones de euros) media de los estudios en Suecia desde 1995 y en adelante
- 23 millones de coronas suecas (2.5 millones de euros) mediana de los estudios en Suecia desde 1995 y en adelante
- 22 millones de coronas suecas (2.4 millones de euros) recomendados por las autoridades oficiales

### Turquía
Estudios de la Universidad de Hacettepe estimaron el VSL en alrededor de medio millón de paridad de poder adquisitivo (PPA) ajustada a dólares de 2012 de EE. UU, el valor de una vida más larga y saludable (VHLL) para Turquía en alrededor de 42.000 liras (alrededor de 27.600 dólares en dólares de 2012 ajustados en función de la PPA), y el valor de un año de vida (VOLY) en alrededor de 10.300 TL (alrededor de 6.800 dólares en dólares de 2012 ajustados en función de la PPA), todos a partir de 2012.
En 2016 el valor económico producido estimado para toda la vida de Turquía era de 59.000 dólares, lo que representaba 5,4 veces el PIB per cápita.

### Rusia
De acuerdo con diferentes estimaciones el valor de la vida en Rusia varía de 40.000 a 2 millones de dólares. En los resultados de la encuesta de opinión el valor de la vida (como el costo de la compensación financiera por la muerte) a principios de 2015 era de unos 71.500 dólares.

### Estados Unidos
Se han aplicado las siguientes estimaciones al valor de la vida. Las estimaciones se refieren a un año de vida adicional o al valor estadístico de una sola vida.
- 50.000 dólares por año de vida de calidad (la "norma de diálisis",[28] que había sido una norma internacional de facto que la mayoría de los planes de seguro médico privados y gubernamentales de todo el mundo utilizaban para determinar si cubrían un nuevo procedimiento médico)
- 129.000 dólares por año de calidad de vida (una actualización de la "norma de diálisis")[29]
- 9.1 millones de dólares (Agencia de Protección Ambiental, 2010)[30]
- 7.9 millones de dólares (Administración de Alimentos y Medicamentos, 2010)[30]
- 9.2 millones de dólares (Departamento de Transporte, 2014)[31]
- 9.6 millones de dólares (Departamento de Transporte, agosto de 2016)[32]

La elasticidad del ingreso del valor de la vida estadística se ha estimado en 0,5 a 0,6. Los mercados en desarrollo tienen un valor estadístico de la vida menor. El valor estadístico de la vida también disminuye con la edad.
Históricamente, los niños eran poco valorados monetariamente, pero los cambios en las normas culturales han dado lugar a un aumento sustancial, como lo demuestran las tendencias en la indemnización por daños y perjuicios de los juicios por homicidio culposo.